# 古川圭子
古川 圭子（ふるかわ けいこ、1967年1月30日 - ）は、毎日放送（MBS）所属のアナウンサー。MBSでは、アナウンサー室の副部長　→　マネジャーや「放送用語委員会」（1961年から社内に設けられている部局横断型の組織）の責任者も務めている。豊中市教育委員会委員。愛称は「けいこたん」。

## 来歴・人物
大阪府豊中市出身。夫は同僚アナウンサーの亀井希生。家庭では2子（1男1女）の母でもある。
豊中市立第五中学校から大阪府立豊中高等学校を経て神戸女学院大学文学部英文学科へ進学。高校時代には、学内のラグビー部で初代のマネジャーを務めた。大学時代には、大阪・今宮戎神社の「福娘コンテスト」で、50人の代表の中からただ1人“ミス福娘”に選出（現在では3人を選出）。この選出がきっかけで、日本全国のミス・コンテスト優勝者をスタジオに招いていた『新伍のお待ちどおさま』（毎日放送でも同時ネットを実施していたTBS制作の生放送番組）への出演も果たした。ちなみに、2023年1月まで毎日放送の同僚アナウンサーであった高井美紀は、学部・学科の1年後輩に当たる。
実家が大阪国際空港に近いことや、近所に住んでいた日本航空のCAと親しかったことを背景に、学生時代からCAになることを志していた。当時の国内3大航空会社のCA試験を受けたところ、日本エアシステムの試験に最終選考まで残ったが、結局は日本航空にグランドスタッフとして採用。大学からの卒業後に、同空港での1年間の勤務を経て、国際花と緑の博覧会（1990年）会場内でのコンパニオンを在職出向扱いで務めた。実際には接客や語学の研修を兼ねての出向で、半年間にわたる会期の終了を機に日本航空へ復帰したものの、後に退社している。
日本航空からの退社後にリポーターとして『ニューススクランブル』（読売テレビ）に出演していたが、1993年4月1日付で、正社員扱いのアナウンサーとして毎日放送へ入社。上記の経歴を背景に、入社直後からMBSラジオで『古川圭子のサンデーパレット』という冠番組を半年間担当した。その後は、『あどりぶランド』（アナウンサー総出演のテレビ番組）などへ出演するかたわら、JNN系列の全国ネット番組『おはようクジラ』（TBS制作）で関西地方担当の中継リポーターを務めた。また、1997年には2年先輩（学年は1期下）の亀井と結婚したが、放送では旧姓の「古川」を引き続き使用。長男・長女の出産に伴う2度の育児休暇をはさみながら、『ちちんぷいぷい』（MBSテレビ）や『特集1179』（MBSラジオのナイターオフ番組）をはじめ、報道番組のキャスターや情報・ワイド番組のアシスタントとしても活動している。また、夫の亀井とも、テレビ・ラジオの番組やラジオCMでたびたび共演している。
MBSラジオでは、2006年10月から当時の新人アナウンサー・前田阿希子がアシスタントを務めてきた『勝谷誠彦の志ジャーナル』で、2007年4月から2008年9月の番組終了まで第2代のアシスタントを担当。2009年度から2012年度までのプロ野球オフシーズンには、『MBSたびぐみ　とっておき旅ラジオ』のパーソナリティを務めた（2009年度は木曜日、2010年度は金曜日、2011年度は土曜日）。2011年4月からは、『子守康範 朝からてんコモリ!』のアシスタントとして、毎日放送出身のフリーアナウンサー・子守康範と共演（2013年度まで金曜日、2014年度から月・火曜日）。2013年10月からは、『ヤマヒロのぴかいちラジオ』で、ラジオパーソナリティ初挑戦の山本浩之（関西テレビ出身のフリーアナウンサー）のパートナーを務めている。
2014年度からは、当時古川がアシスタントを担当していた『ちちんぷいぷい』木曜日の総合司会に山本が加入。『ヤマヒロのぴかいちラジオ』も放送時間を変更したうえで金曜日の夜間に放送を続けているため、『ちちんぷいぷい』のアシスタントを一旦勇退する2017年9月までは、毎週木・金曜日に2日続けて生放送番組で山本と共演していた。逆に、山本が総合司会を勇退（月曜日に放送されるロケ企画のリポーターへ異動）した2019年4月からは、木曜日のアシスタントに復帰している。また、MBSラジオでは2016年の4月改編から、亀井がパーソナリティを務める生ワイド番組『かめばかむほど亀井希生です!』を、『てんコモリ!』を放送しない土曜日の早朝（6・7時台）に編成している。
なお、「新日本放送」時代の1959年3月1日からテレビ放送事業とラジオ放送事業を兼営してきた毎日放送は、2021年4月1日付でラジオ放送事業を「株式会社MBSラジオ」へ移管。毎日放送は移管を機にテレビ単営局へ移行したが、古川はアナウンス職のまま同社の総合編成局（移管を機に新設）へ在籍する一方で、株式会社MBSラジオが制作・放送する番組にも「MBSアナウンサー」として出演している。
趣味は、宝塚歌劇団（主に星組）の舞台公演鑑賞や、遊園地・動物園・水族館巡り。遊園地の絶叫マシンが好きで、木製のジェットコースターを特に気に入っているという。

## 現在の出演番組

### テレビ
- MBS NEWS（不定期）
  - 土曜日の18:50 - 19:00に独立番組として編成されていた時期には、当該枠を毎週担当していた。
- 痛快!明石家電視台
  - 2014年から年に1回のペースで「MBSアナウンサー（大集合）スペシャル」を収録する際に、亀井と共にアナウンサーとしてゲストで出演。
- よんチャンTV（2021年4月 - ）
  - 番組開始当初は、「なんで?生中継」や「なんで?らいよん」（視聴者などからの疑問を基に調査するロケ企画）において、「AIらいよん」というキャラクターでナレーションを担当。キャラクターの設定上、声色や口調をAI合成による音声に似せていた。このようなコーナーや演出が消滅してからは、ニュースのナレーションに事実上専念。
  - 2023年7月に「かんさい人の生活目線」（毎日放送公式LINEアカウント会員へのアンケートと連動させた生活情報系の企画）が18時台に設けられてからは、この企画向けのロケ取材とスタジオ報告を随時任されている。

### ラジオ
- ヤマヒロのぴかいちラジオ（パートナー、2013年10月 - ）
- コトノハ
  - 「コトノハ」（言葉）にこだわった毎日放送アナウンサー室制作の事前収録番組で、2021年10月4日から毎週月曜日の夜間（2023年9月25日までは21:45 - 22:00 → 同年10月2日以降は21:30 - 21:45）に放送。他のアナウンサーに先駆けて初回へ出演すると、2ヶ月前の東京2020オリンピック閉会式（国立競技場）で大竹しのぶが披露していた「星めぐりの歌」および、「いちょうの実」（いずれも宮沢賢治の作品）の一節を朗読した。
  - 2022年11月6日に「MBSサンデー・カルチャーナイト」枠で放送された特別番組『コトナルコトノハ』にも出演。出演に際しては、国際花の万国博覧会コンパニオン時代の同僚で、当時から親交の深い朴美淑（日本語の使い手である自身にとって「コトナルコトノハ」の一つである韓国語の通訳・翻訳者）をゲストに迎えた。
  - 2023年1月9日（十日戎の前日に当たる「宵戎」）と2024年1月8日（いずれも成人の日）には、大学生時代に今宮戎神社の「福娘」を務めた経験を持つ毎日放送の現職アナウンサー全員（古川、松井、上田悦子、清水麻椰）が当時の思い出や「福娘」の役割について語り合う企画（「十日えびす～福娘の思い出」）が放送された。
  - 番組の企画段階から、後輩アナウンサーの松川浩子と共に「ディレクター」も任されている。通算100回目の放送（2023年8月28日）には、「コトノハ反省会」と称して松川と揃って出演。通常の放送では紹介していないリスナーからのメッセージや、「ディレクター」としての裏話を交えながら、過去の放送回での主な企画を振り返っていた[4]。
- ヤマヒロのぴかッとモーニング（月・火曜パートナー、2024年4月1日 -  ）
  - 2023年9月から一部の曜日でアシスタントを務めていた『ありがとう浜村淳です』の平日版および、『茶屋町ヤマヒロ会議』の後継番組で、前者の放送枠に編成。
- MBSニュース（不定期）

## 過去の出演番組

### テレビ
- あどりぶランド
- おはようクジラ（前述）
- はーい!昼ナマ
- MBSニュース&天気
- シネマチップス
- MBSマンスリーリポート（2014年4月6日放送分まで出演）
- ちちんぷいぷい（木曜日アシスタント　→　火曜日アシスタント　→　木曜日アシスタント　→　月・火曜日コーナーナレーターおよび隔週金曜日コーナーリポーター→　隔週金曜日コーナーリポーター　→　木曜日アシスタント）
  - 担当曜日では、全編のアシスタントを務めるかたわら、VTR取材・スタジオ報告も随時担当。2017年6月に金曜日の特別企画で結成された「ぷいぷいラグビー部」[注 3]では、前述した高校時代の経験を買われて、マネジャーに起用された。
  - 第1回放送（1999年10月）から、2度の産前産後休暇をはさんでレギュラーで出演。「ぷいぷいラグビー部」のような特別企画への参加や、他曜日のアシスタントが休演した場合のアシスタント代理などを通じて、全ての放送曜日（月 - 金曜日）で出演を経験した。
  - 2017年9月28日（木曜日）放送分で、アシスタントをいったん勇退。同年10月からは、当時北海道放送[注 4]・南日本放送[注 5]・宮崎放送[注 6]との同時ネットゾーンで15時台に放送されたVTRロケ企画（月曜日「全国酒場紀行 わかっちゃいるけどやめられない!」・火曜日「大畑大介の全国大きいもん」）のナレーターに転じている。2018年3月からは、金曜日で放送を開始した「笑い飯哲夫の明るく楽しいお寺ツアー」で、ロケVTR限定ながら出演を再開。同コーナー以外の企画でも、リポーターを務めることがあった。2019年4月4日から、木曜日のアシスタントに復帰[注 7]。2021年3月12日（金曜日）で放送を終了することに伴って、前日（11日）の「フィナーレウィーク」第4日までアシスタントを務めた。
  - 2020年4月からは、「おうちにいようよ」（新型コロナウイルスへの感染拡大を防止する目的で制作されたMBSテレビの啓発キャンペーンCM）で、『ちちんぷいぷい』のスタジオセットで収録されたバージョンに単独（または木・金曜日MCの河田直也とのコンビ）で出演していた。
- 医のココロ（2014年4月 - 2023年9月24日）
  - 高井美紀（2023年1月8日放送分まで）・武川智美・松川浩子・上田悦子（2021年10月9日放送分より）・西村麻子（2021年11月27日放送分より）・藤林温子（2023年6月18日放送分より）と交互にナビゲーターを担当。番組最終回の担当も任された。
- コトノハ図鑑→「へぇ～のコトノハ」（不定期）
  - 所属する毎日放送アナウンサー室の企画で、2018年7月から2020年3月まで『コトノハ図鑑』（事前収録のレギュラー番組）として放送された後に、2020年4月から2021年3月まで「へぇ～のコトノハ」（『ちちんぷいぷい』でアシスタントを担当しない月・水曜日→水曜日に放送）へ移行。移行後も、主に若手のアナウンサーとコンビを組みながら、調査ロケへ随時赴いていた。
- 発掘!アーカイブ探検隊（2023年4月2日深夜＝3日未明放送分）
  - 毎日放送本社内の映像ライブラリーに収蔵されている放送済み映像の記録メディアから、視聴者のリクエストなどを基に厳選した映像に解説を付けた再放送番組で、2022年11月13日から月に1 - 2回のペースで日曜日の深夜（月曜日の未明）に編成。『突然ガバチョ!』の再放送を複数コーナー（「つるべタクシー」の初回など）のダイジェスト方式で実施することに際して、同番組で「つるべ」（笑福亭鶴瓶）と共に司会を務めていた長江健次をゲストに迎えたことから、高校時代の3年間を通じて毎回視聴していたことを背景に「ナビゲーター」を務めた。

### ラジオ
- 古川圭子のサンデーパレット（1993年4月 - 9月）
  - 事前収録による毎日放送入社後最初のレギュラー番組で、毎週日曜日の早朝に20分間放送。最初の収録は、入社3日後の1993年4月3日だった。
- MBSヤングタウンシリーズ
  - ヤンタンMUSICネトランジェ（現在も同僚である馬野雅行と共に水曜日のパーソナリティを担当）
  - ヤンタンはなまるリクエスト（水曜アシスタント、夫の亀井が月曜のアシスタントだった）
- ノムラでノムラだ♪ EXトラ!（月曜アシスタント、高井美紀・松井愛と交代で出演、2008年4月〜2009年9月）
- 特集1179（2005年 - 2008年度のナイターオフ番組、キャスター、土曜20:00 - 21:00）
- すみからすみまで愛なのね（月曜アシスタント）
- 勝谷誠彦の志ジャーナル（2代目アシスタント、日曜6:30 - 7:00）
- MBSみんなのフォーク（『志ジャーナル』の後継番組、古川のみ出演）
- 成功の鍵（ミニ番組）
- MBSたびぐみ とっておき旅ラジオ パーソナリティ（2009年 - 2011年度のナイターオフ番組）
  - 2009年度は木曜日、2010年度は金曜日、2011年度は土曜日に出演。2009年12月31日に放送の特別番組『MBSたびぐみ×うたぐみ ゆく年くる年』（18:30 - 26:00）では、当時の後輩アナウンサー・大月勇とともに、第1部（18:30 - 21:30）のパーソナリティを務めた。2010年度からは、ラジオ営業部に異動した大月とともに、アナウンサー圭子という名義で帯企画「ビッグムーン大月のクイズで旅する○○（○○には週替わりで日本全国の休暇村の名称が入る）」にも出演している。
- 情報どっか〜んライブ!ホームランラジオ（2011年度のナイターオフ番組）
  - 夫の亀井がパーソナリティを務める木曜日のコーナー「亀井さん家（ち）のなっちゃん」にのみ、事前収録でナレーションを担当。
- 上泉雄一のええなぁ!
  - 平日のランチタイム（10:30 - 12:30）に編成されていた2009年4月から2015年3月まで、「先週のHowmuch?ニュース」（月曜日の『特集ええなぁ!』で放送されていたたむらけんじのメイン企画）で進行役を担当。2010年1月1日に放送の特別番組『上泉雄一のええなぁ!お正月スペシャル 元旦からええ話を聞きタイガー!!』（10:30 - 22:30）には、前夜の『MBSたびぐみ×うたぐみ　ゆく年くる年』に続いて生出演。オープニングから番組の途中（16:30頃）まで、アシスタントを務めた。
  - 2010年4月以降は、全曜日のオープニングで放送していた『きょうのええワード』のナレーターも兼務（事前収録）。2015年の4月改編で、（『ちちんぷいぷい』の後半と重なる）平日夕方への放送枠移動や大幅なリニューアルを実施したことを機に、レギュラー出演を終了した。
  - レギュラー出演期間中から、上泉が夏季休暇で休演する場合には、他のアナウンサーと交互にメインパーソナリティ代理として全編へ出演。その場合には、番組内のタイトルコールを『古川圭子のええなぁ!』に変更していた。
  - 2017年 - 2020年度のナイターオフ期間には、本編に続いて17:45 - 18:00に放送されていた『上泉雄一 今日のウワ言』で、オープニングやジングルのナレーターを務めていた。
- 子守康範 朝からてんコモリ! 金曜日 →　月・火曜日アシスタント（2011年4月 - 2021年9月28日）
  - 『ヤマヒロのぴかいちラジオ』が2014年4月から金曜日の夜間に放送される関係で、担当曜日を変更。同月から2015年3月までの月曜日には、本番後に『上泉雄一のええなぁ!』へ出演していた。
- 松井愛のすこ〜し愛して♥メインパーソナリティ代理（2015年8月12日・2016年12月27日・2017年12月6日・2017年12月8日[注 8]・2019年12月9日・2020年8月3日・2021年8月9日・2022年10月26日・2022年10月28日）
  - 『上泉雄一のええなぁ!』と同様のパターンで、担当日のみ基本として『古川圭子のすこ〜し愛して♥』というタイトルで放送。
- スマラジw金曜日「ナジャとアナの虹色レインボー」（2016年度のナイターオフ期間限定番組、パートナー）
  - 2016年11月4日放送分に単独で初出演。2017年3月10日放送分でも、松井愛とのコンビでパートナーを務めた。
- 日本盛プレゼンツ 居酒屋阿希子（2016年4月2日 - 6月25日、同年10月1日 - 2017年9月30日）
  - 番組内のナレーターや告知を担当。ナレーションでは女将役の前田を「阿希子ちゃん」と呼んでいた。番組最終月には「MBSアナウンサー貸切営業」と称して同僚アナウンサーが複数出演したが、古川自身は出演しなかった。
- MBSヨル隊『メッセンジャーあいはらの夜はこれから!』（2017年 - 2020年度のナイターオフ番組）
  - 本来のパートナー陣の1人である市川くん（女と男・市川義一）が休演した2017年12月20日放送分に、パートナー代理として起用。この起用を機に、2018年1 - 3月の放送でも、月に1回のペースでメッセンジャーあいはらのパートナーを務めた。
- MBSヨル隊『ナジャ・グランディーバのレツゴーフライデー』（2017年度以降のナイターオフ番組） - 『虹色レインボー』からの派生番組で、「ナジャじゃジャーナル」（18時台）のキャスターを担当。2022年度終了時点で亀井・馬野（『虹色レインボー』には不出演）とともに全シーズンに出演。
- MBSヨル隊『笑い飯哲夫の明るく元気なニュースシャワー』（2018年2月8日） - 本来のパートナー陣の1人である加藤夏海に代わって出演。
- あどりぶラヂオ
  - 通常は、事前収録による告知アナウンスを担当。生放送である本編でも、毎日放送の現役女性アナウンサーでは初めて、2018年11月9日放送分でパーソナリティを務めた。
- 中村壱太郎のうえほんまち夜カフェ～知的おおさか塾～（2019年10月 - 2020年3月、毎週水曜日2:00 - 2:30→1:30 - 2:00） - ナレーションと提供クレジットのアナウンスを担当。
- ばんぱく宣言 われら21世紀少年団（2019年12月13日） - 国際花と緑の博覧会会場でコンパニオンを務めた経歴を踏まえてゲストで出演。
- 森たけしのスカタンラジオ（2021年11月30日[注 9]・2022年11月15日[注 10]）
  - 「助役」（アシスタント）を務める斉藤雪乃が「運休」（休演）となったことに伴う代役。
- 茶屋町ヤマヒロ会議（2021年12月 - 2022年2月、2023年7月 - 2024年3月28日）
  - 2010年代半ばから婦人系のがんの闘病をしながらアシスタントを務める山本量子の療養に伴う代役。
- こんちわコンちゃんお昼ですょ!（2021年12月 - 2022年2月の金曜日）
  - 『茶屋町ヤマヒロ会議』同様、山本量子の病気療養に伴う代役を、同番組では高井美紀と交互に担当。
- 地方創生プログラム ONE-J（TBSラジオの制作・MBSラジオを含むJRN32局ネットの生放送番組） - 2022年9月11日放送分（同日は諸事情により事前収録）の「ローカルレコメンド」（ご当地汁もの特集）で、MBSラジオの代表として電話によるリポートを担当。
- 日本一明るい経済電波新聞（パートナー代理、2023年1月22日・1月29日・2月5日・2月12日）
  - 2015年4月の番組開始当初から竹原信夫（パーソナリティで『日本一明るい経済新聞』の編集長）のパートナーを務めてきた高井が、体調不良で出演を見合わせたことに伴って代演を開始。高井が2023年1月25日に55歳で急逝していたことを毎日放送が2月2日に公表した[5]ことを受けて、2月12日放送分までパートナーを代行。2月5日の放送では、自身の出演で1月25日に収録していたコーナーの音源を当初の予定に沿って流してから、高井の訃報を竹原と共にリスナーへ伝えていた。
- ありがとう浜村淳です（月・火曜日アシスタント代理→月曜アシスタント、2023年9月4日 - 2024年3月25日）
  - 2014年3月31日から金曜以外の曜日でアシスタントを務めてきた佐々木りつ子（劇団パロディフライで活動している俳優）が、第一子の懐妊に伴って2023年9月から産前産後休業へ入ったことを受けて、前月まで佐々木が担当していた月 - 木曜分のアシスタントを関岡香（先輩アナウンサーで元・アナウンス室長）・桜井一枝（金曜分と『ありがとう浜村淳です土曜日です』のアシスタント）と分担。
  - アシスタントを代行する前から、番組内の定時ニュース（「MBSニュース」）を、シフト勤務の一環で随時担当。放送開始45周年記念企画の一環として制作されたラジオドラマ『浜村淳青春物語』（2019年4月13日・20日に放送）では、ドラマの粗筋をリスナーに紹介する「ナビゲーター」を任されていた。
  - 佐々木が出産を経て2024年2月6日から火曜日のアシスタントへ復帰することを受けて、前日（5日放送分）から自身の担当曜日を月曜日のみに変更。2024年3月29日（金曜日）をもって平日での放送を終了することから、結果として、月曜版における最後のアシスタントになった。